# Kuşoturağı
Kuşoturağı ist ein Dorf im Landkreis Turhal der türkischen Provinz Tokat. Kuşoturağı liegt etwa 48 km westlich der Provinzhauptstadt Tokat und 19 km südlich von Turhal. Kuşoturağı hatte laut der letzten Volkszählung 308 Einwohner (Stand Ende Dezember 2010). Die Bevölkerung besteht hauptsächlich aus Osseten und Türken.